# Corvus nasicus
Corvus nasicus là một loài chim trong họ Corvidae.